# فرانچسکا دونر
فرانچسکا ماریا باربارا دونر (به کره ای: 프란체스카 도너؛ رومانیایی: Peurancheseuka Doneo) متولد ۱۵ ژوئن ۱۹۰۰ و درگذشته ۱۹ مارس ۱۹۹۲، بانوی اول کره جنوبی از سال ۱۹۴۸ تا ۱۹۶۰ بود. او به عنوان همسر دوم لی سینگمن (رئیس‌جمهور اول کره جنوبی) این سمت را بر عهده داشت.

## دوران اولیه زندگی و تحصیل
بر اساس اسناد رسمی تولد، نام اصلی وی فرانزیسکا دونر ثبت شده است. وی در دوره‌های بعدی از املاهای متفاوتی برای نام خود استفاده می‌کرد که شامل فرانزیسکا دونر (حتی در اسناد رسمی) می‌شد. با این حال، رایج‌ترین شکل نوشتاری نام او، به صورت ایتالیایی آن، یعنی فرانچسکا بود. این نسخه در تمامی اسناد رسمی کرهٔ جنوبی مربوط به او (از جمله گذرنامه‌اش) به کار رفته است.
فرانچسکا دونر در منطقه اینزردورف - که اکنون بخشی از شهر وین محسوب می‌شود - در خانواده‌ای از صاحبان صنعت آب گازدار متولد شد. والدین او فرانزیسکا (با نام خانوادگی گرهارتل) و رودولف دونر بودند. وی پس از اخذ مدرک دکترا از دانشگاه وین و تسلط به چندین زبان، در مقام مترجم و دیپلمات مقدماتی در جامعه ملل ژنو مشغول به کار شد. آشنایی او با لی سینگمن، سیاستمدار کره‌ای، در سال ۱۹۳۳ و در هتلی در ژنو اتفاق افتاد. در آن زمان لی مقیم ایالات متحده بود و به منظور شرکت در جلساتی به ژنو سفر کرده بود. [۲] پس از این ملاقات، لی به اتریش بازگشت و خواستار ازدواج با دونر شد. دونر به آمریکا رفت و این زوج در سال ۱۹۳۴ در نیویورک ازدواج کردند. این ازدواج برای هر دوی آنها دومین تجربه زناشویی محسوب می‌شد.

## شغلی

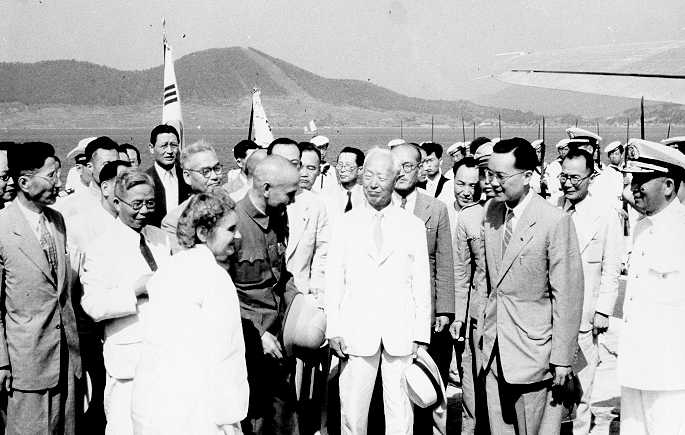
دونر با ری و چیانگ کای شک

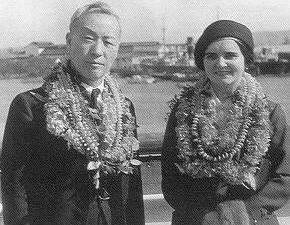
دانر با سینگمن ری در سال ۱۹۳۳.

فرانچسکا دونر و لی سینگمن ابتدا در نیویورک و واشینگتن دی‌سی سکونت گزیدند و سپس به هاوایی نقل مکان کردند - منطقه‌ای که میزبان جامعه بزرگ و فعال تبعیدیان کرهای بود. [۱] در طول اقامت در ایالات متحده، دونر به عنوان منشی شخصی لی فعالیت می‌کرد و به ویژه در تهیه و تدوین کتاب تأثیرگذار «ژاپن از درون بیرون» (منتشرشده در ۱۹۴۰) نقش کلیدی ایفا نمود.
پس از سقوط ژاپن در جنگ جهانی دوم، لی سینگمن در اکتبر ۱۹۴۵ با پشتیبانی دولت آمریکا به کره بازگشت. فرانچسکا دونر چند ماه پس از او، در سال ۱۹۴۶، به کره جنوبی عزیمت کرد تا به همسرش بپیوندد.
در مارس ۱۹۴۸، لی سینگمن به عنوان نخستین رئیس‌جمهور کره جنوبی انتخاب شد و این مقام را تا سال ۱۹۶۰ حفظ کرد. فرانچسکا ری در این دوره دوازده ساله (۱۹۴۸–۱۹۶۰) به عنوان اولین بانوی اول کره جنوبی فعالیت می‌کرد. [۱] وی به عنوان همراهی وفادار، در اکثر رویدادهای رسمی و عمومی در کنار همسرش حضور فعال داشت. این همراهی مستمر نقش مهمی در شکل‌دهی به تصویر عمومی دولت جدید کره جنوبی ایفا می‌کرد.
پس از تبعید اجباری لی سینگمن در سال ۱۹۶۰، این زوج در هاوایی اقامت گزیدند. دونر در این دوران نقش پرستاری دلسوزانه را ایفا کرد و تا لحظه مرگ همسرش در ۱۹ ژوئیه ۱۹۶۵، از او که دچار سکته مغزی شده بود، مراقبت نمود. [۱] پس از درگذشت همسر، دونر به زادگاهش اتریش بازگشت و بقیه عمر خود را در آنجا سپری کرد.

## بعدها زندگی و مرگ
فرانچسکا دونر پس از سه دهه دوری از اتریش و پنج سال اقامت مجدد در این کشور، در سال ۱۹۷۰ به کره جنوبی بازگشت. او از این تاریخ تا زمان درگذشتش در سال ۱۹۹۲ در سئول زندگی کرد، که بیشتر این دوره را در ایهواجانگ - اقامتگاه سابق ری سینگمن - به سر برد. در این سال‌ها، دونر به همراه پسرخوانده‌اش ری این-سو [کو] و خانواده او در این مکان زندگی مشترک داشتند. این دوره ۲۲ ساله آخر عمرش، پیوند دوباره‌ای با کشوری بود که زمانی بانوی اول آن بود.